# Chrystabel Aitken
Chrystabel Laurene McArthur (nascida Aitken, 1904 – 15 de janeiro de 2005) foi uma versátil artista neozelandesa. Suas obras são realizadas em museus e galerias na Nova Zelândia.

## Carreira
Chrystabel Aitken passou seus primeiros anos em uma fazenda em Southland, Nova Zelândia. Reconhecendo suas habilidades artísticas, sua família mudou-se para Christchurch para que ela pudesse estudar na Escola de Belas Artes da Universidade de Canterbury (anteriormente Canterbury College School of Art). Começando seus estudos em 1921, seus tutores incluíram Francis Shurrock e James Alexander Johnstone. Enquanto estava na universidade, ela recebeu várias bolsas para modelagem, incluindo a medalha da Escola por "Excelência Especial em Modelagem" em 1925. Após sua formatura, Aitken também foi tutora na School of Art, trabalhando ao lado de Florence Akins, Bill Sutton e Francis Shurrock.
Aitken se especializou em escultura, embora seu trabalho também inclua joias, trabalhos em metal e linogramas. Suas esculturas costumavam ter animais como tema. O Museu da Nova Zelândia Te Papa Tongarewa guarda exemplos de suas obras, incluindo um caixão de joias.
Obras de Chrystabel Aitken incluem: Horses and Riders e A Bull.

### Exposições
Chrystabel Aitken expôs com a Canterbury Society of Arts, a New Zealand Academy of Fine Arts e a New Zealand Centennial Exhibition.
Entre 1936 e 1966, Aitken foi um membro proeminente do The Group, uma associação de arte informal de Christchurch, Nova Zelândia, formada para fornecer uma alternativa mais livre para a Canterbury Society of Arts. Ela contribuiu com trabalhos para várias exposições, incluindo em: 1937; 1947; 1948; 1949; 1950; 1951; 1952; 1953; 1955; 1956; 1957.
A Universidade de Canterbury mantém uma grande coleção pública de obras de arte de Chrystabel Aitken, com muitas peças doadas pela família do artista.

## Vida pessoal
Chrystabel Aitken foi casada com Gordon McArthur.